# 金融機能の強化のための特別措置に関する法律
金融機能の強化のための特別措置に関する法律（きんゆうきのうのきょうかのためのとくべつそちにかんするほうりつ、平成16年6月18日法律第128号）は、地域金融機関の公的資金による資本増強に関する日本の法律である。通称金融機能強化法。
2004年（平成16年）6月18日に公布された。2008年3月末までの時限立法であり、一旦は期限に到達したものの、その後の法改正によって2008年12月には2012年3月末まで、2011年6月には2017年3月末まで、2016年12月には2022年3月末まで期限延長されている。時限立法であるが、法律そのものが期限到来で失効する限時法ではなく、行うべき特別措置を一定の年限まで行うことができるとしているものである（第3条、第15条等）。
平成20年法律第90号により改正が行われ、翌12月17日に施行。東日本大震災を受けた震災特例の設置と期限延長のため、平成23年法律第80号で改正され、同年7月27日に施行。再度の期限延長のため、平成28年法律第98号で改正され、同日施行。

## 概要
2005年4月のペイオフ完全解禁を前に、金融不安を起こさないよう、合併や経営統合といった経営体質の改善を目指す特に地域の金融機関（地方銀行、第二地方銀行、信用金庫、信用組合など）に対して、健全行にも予防的に公的資金による資本増強ができる制度を組み込んだ。公的資金の投入を通じて地域金融機関の経営を立て直すことを狙いとして、2004年8月に施行された。
本法の背景には、大手銀行は早々に不良債権処理を進めたが、地域金融機関は依然不良債権処理が進まず健全化が課題となっていたことがある。ただ、自己資本に乏しく経営基盤の弱い地域金融機関が、大手行と同じスタイルで不良債権処理を進めると、自己資本比率が急速に低下したり、融資先の中小零細企業が経営困難になったり、ひいては預金者にも悪影響が及ぶ可能性がある。このため公的資金を予備的に入れることで、不良債権処理が遅れがちな地域金融機関の経営強化を通じて金融システムの安定化をねらいとした。
ただ、2005年までは適用例がなかった。これは、過去に金融早期健全化法に基づき公的資金を受け入れた熊本ファミリー銀行などが計画の未達成を理由に経営陣が退陣を余儀なくされたことから、地域金融機関の経営者には経営を束縛するものと受け止められていたからであった。むしろ近隣の健全行に支援を要請するケースが見られた。2006年になって紀陽ホールディングス（和歌山市）が、2006年10月に傘下の紀陽銀行が和歌山銀行を吸収合併する前に申請し、初適用事案となった。この他、豊和銀行（大分市）が申請を行い、適用事例となったが、2008年3月末の申し込み期限までの申請はこの2行にとどまった。
2008年3月末をもって一旦は期限切れとなったものの、2008年の世界的な金融危機を受け、地域経済や中小企業向け融資の円滑化の目的に活用するため、2008年の法改正によって、公的資本注入の申込期限が2012年3月末まで延長された。2008年の法改正では不良債権処理から、中小企業融資の円滑化に主眼が置かれるようになった。2008年改正以前はこの経営強化計画において経営責任の明確化や株主責任の明確化に関する記載を求めていたが、法改正によってこれらの記載を制度上一律に求めないこととすることで、金融機関側の利用のハードルを下げたほか、中小企業に対する金融円滑化を明示的に目的とすることとされている。計画の未達に対する経営責任追及が緩和された結果、本改正以後適用事例は増えている。適用事例は預金保険機構のHPにて公表されている。　
また、2011年には東日本大震災を受けて震災特例も設けられた（震災特例の申込期限は2017年3月末で終了済）。